# Reflexiver Raum
Reflexivität ist ein Begriff aus der Funktionalanalysis und der Algebra.
Ein Raum ist reflexiv, wenn die natürliche Einbettung in seinen Bidualraum ein Isomorphismus ist, wie unten erläutert wird. 
Damit kann ein reflexiver Raum mit dem Dualraum seines Dualraums identifiziert werden.

## Reflexive Räume
In der Funktionalanalysis ist Reflexivität eine Eigenschaft von normierten Vektorräumen. 

### Definition
Es sei {\displaystyle (X,\|\cdot \|_{X})} ein normierter Raum (über {\displaystyle \mathbb {R} } oder {\displaystyle \mathbb {C} }). Man kann zeigen, dass sein (topologischer) Dualraum {\displaystyle X'} ein Banachraum ist. Dessen Dualraum {\displaystyle \left(X'\right)'} wird mit {\displaystyle X''} bezeichnet und heißt Bidualraum von {\displaystyle X}.
Durch die Abbildungsvorschrift
{\displaystyle X\to X'',x\mapsto [x'\mapsto x'(x)]}
wird eine stetige lineare Isometrie {\displaystyle J_{X}\colon X\to X''} definiert, die kanonische Einbettung. Die definierende Gleichung von {\displaystyle J_{X}} liest sich also in Bilinearformschreibweise so:
{\displaystyle \langle J_{X}x,x'\rangle _{X'}=\langle x',x\rangle _{X}\quad \forall x'\in X'.}
Als Isometrie ist {\displaystyle J_{X}} injektiv. Falls {\displaystyle J_{X}} zusätzlich surjektiv ist, also insgesamt ein isometrischer Isomorphismus zwischen {\displaystyle X} und {\displaystyle X''}, so nennt man {\displaystyle X} einen reflexiven Raum.

### Beispiele
- Jeder endlichdimensionale Banachraum ist reflexiv.
- Nach dem Darstellungssatz von Fréchet-Riesz ist jeder Hilbertraum reflexiv.
- Abgeschlossene Unterräume reflexiver Räume sind reflexiv.
- Für alle {\displaystyle 1<p<\infty } und alle {\displaystyle k\in \mathbb {N} } sind die Lebesgue-Räume {\displaystyle L^{p}\left(\Omega \right)} sowie alle Sobolev-Räume {\displaystyle W^{k,p}\left(\Omega \right)} für alle offenen Teilmengen {\displaystyle \Omega \subset \mathbb {R} ^{n}} reflexiv.
- Für alle {\displaystyle 1<p<\infty } sind die Folgenräume {\displaystyle \ell ^{p}(\mathbb {K} )} mit {\displaystyle \mathbb {K} =\mathbb {R} ,\mathbb {C} } reflexiv.
- Die Banachräume {\displaystyle \ell ^{1}(\mathbb {K} ),\ell ^{\infty }(\mathbb {K} ),L^{1}(\Omega ),L^{\infty }(\Omega ),BC^{k}(\Omega )} sind nicht reflexiv.
- 1951 hat Robert C. James den nach ihm benannten James-Raum konstruiert. Dieser ist nicht reflexiv, aber isometrisch isomorph zu seinem Bidualraum, das heißt die kanonische Einbettung des Raumes in seinen Bidual ist nicht surjektiv, aber dennoch gibt es einen anderen isometrischen Isomorphismus des Raumes auf seinen Bidual.
- Alle UMD-Räume sind reflexiv.

### Reflexivitätskriterien
Ein Banachraum ist genau dann reflexiv, wenn
- (Satz von Kakutani) die Einheitskugel kompakt in der schwachen Topologie ist.
- (Satz von Eberlein–Šmulian) jede beschränkte Folge eine schwach konvergente Teilfolge besitzt.
- (Satz von James) jedes stetige lineare Funktional seine Norm auf der Einheitskugel annimmt.
- (Šmulian, 1939) jede absteigende Folge nicht-leerer, beschränkter, abgeschlossener und konvexer Mengen einen nicht-leeren Durchschnitt hat.

Die letzte Charakterisierung ist bemerkenswert, da sie ausschließlich den Banachraum selbst verwendet, also insbesondere keinen Bezug auf den Bidualraum (siehe Definition) oder den Dualraum (Verwendung der schwachen Topologie oder Satz von James) nimmt.

### Eigenschaften reflexiver Räume
Jeder reflexive normierte Raum ist ein Banachraum, denn er ist nach Definition isomorph zum vollständigen Bidualraum. In reflexiven Banachräumen ist die abgeschlossene Einheitskugel (allgemeiner jede beschränkte und schwach abgeschlossene Teilmenge) schwach kompakt, d. h. kompakt bzgl. der schwachen Topologie (dies folgt direkt aus dem Satz von Banach-Alaoğlu über die schwach*-Kompaktheit der Einheitskugel des Bidualraum eines reflexiven Banachraums).
Diese Eigenschaft charakterisiert die reflexiven Räume: Ein Banachraum ist genau dann reflexiv, wenn seine Einheitskugel schwach kompakt ist.
Insbesondere hat jedes beschränkte Netz in einem reflexiven Raum ein schwach konvergentes Teilnetz. 
Mit dem Satz von Eberlein–Šmulian folgt, dass jede beschränkte Folge in einem reflexiven Banachraum eine schwach konvergente Teilfolge besitzt. 
Weiter gelten folgende Permanenzaussagen:
- {\displaystyle X} ist genau dann reflexiv, wenn {\displaystyle X'} reflexiv und {\displaystyle X} vollständig ist.
- Ist {\displaystyle X} reflexiv und {\displaystyle Y\subset X} ein abgeschlossener Unterraum, so sind {\displaystyle Y} und {\displaystyle X/Y} reflexiv.

### Anwendungen
Zusammen mit den sobolevschen Einbettungssätzen liefert die Existenz von schwach konvergenten Teilfolgen beschränkter Folgen häufig Lösungen von Variationsproblemen und damit partiellen Differentialgleichungen.

### Reflexive lokalkonvexe Räume
Versieht man den Dualraum eines lokalkonvexen Raums X mit der starken Topologie, so erhält man eine injektive, stetige, lineare Abbildung {\displaystyle J_{X}\colon X\rightarrow X'',\,J_{X}(x)(x'):=x'(x)}.
{\displaystyle X} heißt reflexiv, wenn {\displaystyle J_{X}} ein topologischer Isomorphismus ist und halbreflexiv, wenn {\displaystyle J_{X}} surjektiv ist.
Im Gegensatz zum Fall normierter Räume ist {\displaystyle J_{X}} im halbreflexiven Fall nicht automatisch ein topologischer Isomorphismus. Es gelten folgende Sätze:
- Ein lokalkonvexer Raum ist genau dann halbreflexiv, wenn jede schwach abgeschlossene beschränkte Menge schwach kompakt ist.
- Ein lokalkonvexer Raum ist genau dann reflexiv, wenn er halbreflexiv und quasitonneliert ist.

## Reflexive Moduln
Ist {\displaystyle M} ein Modul über einem kommutativen Ring {\displaystyle A} mit Einselement, so wird der {\displaystyle A}-Modul {\displaystyle M^{*}=\operatorname {Hom} _{A}(M,A)} der duale Modul von {\displaystyle M} genannt; der Modul {\displaystyle M^{**}=\left(M^{*}\right)^{*}} heißt Bidualmodul. Es gibt eine kanonische Abbildung
{\displaystyle M\to M^{**},\quad m\mapsto (\lambda \mapsto \lambda (m))}
die im Allgemeinen weder injektiv noch surjektiv ist. Ist sie ein Isomorphismus, so heißt {\displaystyle M} reflexiv.